# Bolbostemma
Bolbostemma es un género con dos especies de plantas con flores perteneciente a la familia Cucurbitaceae. 

## Especies seleccionadas
| - Bolbostemma biglandulosum - Bolbostemma paniculatum |